# سلمیان
سلمیان (شهریار)، روستایی از توابع بخش ملارد شهرستان شهریار در استان تهران ایران است.

## جمعیت
این روستا در [دهستان بی بی سکینه]و غرب شهر صفادشت قرار داشتهو براساس [سرشماری عمومی نفوس و مسکن ایران|سرشماری مرکز آمار ایران] [سرشماری عمومی نفوس و مسکن۱۳۹۵|در سال ۱۳۹۵]، جمعیت آن ۳۴۴ نفر (۴۱خانوار) بوده‌است.